# ITunes Radio
iTunes Radio 是由苹果公司推出的音乐流媒体服务。于2013年6月10日的WWDC发布，并在同年9月18日与iOS 7一同推出。支持跨设备使用，可在iOS 7、Apple TV（第二代及更新机型）的音乐应用中和OS X及Windows平台上的iTunes中使用。目前iTunes Radio只支持美国和澳大利亚用户。
在蘋果公司釋出 iOS 8.4 以及 iTunes 12.3 後，已將此服務整合至Apple Music內，成為Apple Music網路串流音樂的一部份。更名為Apple Music Radio。
在2016年1月28日，蘋果公司宣布停止此服務。並表示未來只有Apple Music付費訂閱用戶才可使用此服務。但免費用戶依然可以繼續使用Beats 1電台

## 服务
iTunes Radio是有广告的免费服务，订阅了iTunes Match的用户则可以享受没有广告的iTunes Radio。该服务可供所有itunes用户使用，在iOS设备中与Siri整合。用户可以跳过曲目，自定义电台，并在iTunes store中购买他们正在听的歌曲。用户也可以搜索之前听过的歌曲历史列表。跳过曲目限制与Pandora电台相同。

## 外部連結
- Apple-iTunes Radio（页面存档备份，存于）